# Andrei Fjodorowitsch Fuhrmann
Andrei Fjodorowitsch Fuhrmann (russisch Андрей Фёдорович Фурман; * 1795; † 8. Märzjul. / 20. März 1835greg. in Kondinsk, Gouvernement Tobolsk) war ein russischer Dekabrist.

## Leben
Fuhrmanns Vater Friedrich Anton Fuhrmann war nach 1750 aus Kursachsen nach Russland gekommen und verwaltete als Agronom die Ländereien von Großgrundbesitzern. Er heiratete die Schwester des Senators Fjodor Iwanowitsch Engel Emilija Engel, mit der er vier Söhne, darunter Roman, und drei Töchter bekam und die nach der Geburt der jüngsten Tochter Anna 1791 starb. Der Vater heiratete dann Sofja Ljubimowna Gildenbrant, mit der er Andrei und Natalja bekam.
Fuhrmann absolvierte das St. Petersburger Bergbau-Kadettenkorps und dann das Hofregiment des 2. Kadettenkorps, worauf er den Dienst als Praporschtschik begann. 1819 wurde er Porutschik im Prinz-von-Preußen-Grenadierregiment. 1821 kam er ins Semjonowski-Leibgarderegiment. 1822 wurde er Stabskapitän, um 1823 als Kapitän in das Tschernigow-Infanterie-Regiment versetzt zu werden, dessen 2. Bataillon von Sergei Iwanowitsch Murawjow-Apostol kommandiert wurde.
1825 wurde Fuhrmann Mitglied der Gesellschaft der Vereinigten Slawen, einer geheimen staatsfeindlichen panslawistischen Organisation der Dekabristen, auch als Slawen-Union bekannt. Nach der Niederschlagung des Dekabristen-Aufstands in St. Petersburg im Dezember 1825 wurde Fuhrmann im Januar 1826 im Dorf Hrebinky verhaftet und in die St. Petersburger Hauptwache gebracht. Im Februar 1826 kam er in die Peter-und-Paul-Festung. Nach einem Bericht des Festungsarztes G. I. Gelkan vom April 1826 litt er unter einer Geistesstörung, so dass er ins Armee-Krankenhaus kam. Im Juli 1826 wurde er zur dauernden Verbannung nach Sibirien verurteilt mit Verkürzung auf 20 Jahre im August 1826.
Im März 1827 begann Fuhrmanns Transport in die Stadt Kondinsk im Gouvernement Tobolsk. Dort heiratete er in Zivilehe die Kollegienregistratorin (14. Rangklasse) Marija Petrowna Schtschepkina, mit der er drei Kinder bekam. Seine Geisteskrankheit verschlimmerte sich. Seinen gesamten Besitz vermachte er seiner Frau.
Der Finanzpolitiker Eduard Theodor Pleske und der Zoologe Theodor Pleske waren Großneffen Fuhrmanns.